# Берёзово-Нудатово
Берёзово-Нудатово — упразднённый посёлок в Асекеевском районе Оренбургской области. На момент упразднения входил в состав сельского поселения Аксютинский сельсовет. Исключен из учётных данных в 2007 году.

## География
Располагался на правом берегу реки Малый Кинель в месте впадения в неё ручья Берёзовый, на расстоянии, примерно, 1,7 километр к юго-востоку от села Аксютино.

## История
По данным на 1931 год деревня Большое Нудатово состояла из 57 хозяйств. В административном отношении входил в состав Аксютинского сельсовета Бугурусланского района Средневолжского края. В 1930-е годы в поселке был организован колхоз имени Ланцуцкого (позже переименован в колхоз имени Буденного, «Путь Ленина»).
Постановление Законодательного Собрания Оренбургской области от 07 сентября 2007 года № 1504/304-IV-ОЗ посёлок исключен из учётных данных.

## Население
По данным на 1930 год в деревне проживало 292 человека, основное население — русские.
По переписи 2002 года в посёлке проживало 2 человека, русские — 100 %.